# Sztaniszlav Todorov
Sztaniszlav Todorov (1976. szeptember 7. –) bolgár nemzetközi labdarúgó-játékvezető.

## Pályafutása

### Nemzeti játékvezetés
2002-ben lett az A Liga játékvezetője.
| Időpont        | Mérkőzés típusa          | Mérkőzés              | Eredmény |
| -------------- | ------------------------ | --------------------- | -------- |
| 2002. május 2. | első A bajnoki mérkőzése | Beroe–Lokomotiv Sofia | 0 : 0    |

### Nemzetközi játékvezetés
A Bolgár labdarúgó-szövetség Játékvezető Bizottsága (JB) 2006-ban terjesztette fel nemzetközi játékvezetőnek, a Nemzetközi Labdarúgó-szövetség (FIFA) bíróinak keretébe. Több nemzetek közötti válogatott és klubmérkőzést vezetett. UEFA besorolás szerint a 2. kategóriába tevékenykedik. A bolgár nemzetközi játékvezetők rangsorában, a világbajnokság-Európa-bajnokság sorrendjében többedmagával a 11. helyet foglalja el 2 találkozó szolgálatával.

#### Európa-bajnokság
2011-ben Liechtensteinben rendezték az U17-es labdarúgó-Európa-bajnokságot, ahol az UEFA JB bíróként foglalkoztatta.
| Időpont         | Helyszín                         | Mérkőzés típusa        | Mérkőzés                 | Eredmény |
| --------------- | -------------------------------- | ---------------------- | ------------------------ | -------- |
| 2010. május 18. | Mauren Sportpark Stadion, Eschen | selejtező (B. csoport) | Anglia–Csehország        | 3 : 1    |
| 2010. május 24. | Rheinpark Stadion, Vaduz         | selejtező (A. csoport) | Spanyolország–Portugália | 2 : 0    |
| 2010. május 27. | GSP Stadion, Nicosia             | egyik elődöntő         | Anglia–Franciaország     | 2 : 1    |

Az európai-labdarúgó torna döntőjéhez vezető úton Ukrajnába és Lengyelországba a XIV., a 2012-es labdarúgó-Európa-bajnokságra az UEFA JB játékvezetőként foglalkoztatta.
| Időpont             | Helyszín                   | Mérkőzés típusa           | Mérkőzés               | Eredmény | Nézők száma |
| ------------------- | -------------------------- | ------------------------- | ---------------------- | -------- | ----------- |
| 2010. október 8.    | Stožice Stadion, Ljubljana | előselejtező (C. csoport) | Szlovénia–Feröer       | 5 : 1    | 15 750      |
| 2011. szeptember 6. | Skonto Stadion, Riga       | előselejtező (F. csoport) | Lettország–Görögország | 1 : 1    |             |